# Gym Class Heroes
Gym Class Heroes est un groupe de rap rock américain, originaire de Geneva, dans l'État de New York. Ce quartet, fondé en 1997 autour d'un rappeur à la forte personnalité, Travie « Schleprok » McCoy associé à trois musiciens issus de la mouvance funk, rock et R&B rencontre un succès rapide grâce à une sonorité originale qui entremêle la voix de chanteurs occasionnels au flow de Travie McCoy et le hip-hop aux influences musicales diverses de chacun de ses membres.
Le groupe n'hésite pas à revisiter les standards du rock et de la pop, de Good Vibrations des Beach Boys à Breakfast in America de Supertramp sait également signer des compositions plus personnelles et survole des thèmes tels que l'amour (Paper Cut), l'hédonisme (Clothes Off!!) mais aussi d'autres sujets plus sérieux, tels que la politique avec Boys in Bands ou l'innocence perdue (Shoot Down the Stars), sur un ton toujours léger.

## Biographie

### Formation et débuts
C’est en 1997, dans un cours d'éducation sportive (gym class) du lycée de la petite ville de Geneva, que Travie « Schleprok » McCoy et Matt McGinley se lient d'amitié ; cette onomatopée : « Schleprok » est un surnom qui lui a été attribué à cause de son débit particulièrement rapide. En quête de sonorités hip-hop inédites, le duo travaille avec plusieurs autres musiciens avant que Gym Class Heroes ne prenne réellement forme, en 2001. C’est alors que le guitariste Disashi Lumumba-Kasongo et le bassiste Eric Roberts enrichissent la formation. La même année, ils produisent eux-mêmes l’album For the Kids. Matt McGinley, qui avait déjà un groupe composé de lui-même à la batterie de Milo Bonacci à la guitare ainsi que Ryan Geise en tant que bassiste. Un chanteur devenait donc impératif s'ils voulaient passer à autres choses que des chansons instrumentales. Pendant une performance du groupe lors d'une fête pour un ami, Travie McCoy]rejoint la scène et balance un rap par-dessus leur chansons (comme il le fait dans les titres Wejusfreestylin' et Wejusfreestylin' Pt. 2). C'est très vite après cette fête que le groupe prend le nom Gym Class Heroes et qu'il décide de le garder.
Ils sortent leurs deux premières démos Hed Candy et Greasy Kid Stuff (respectivement en 1999 et 2000) et se font petit à petit un nom dans la région grâce à leur troisième sortie indépendante ...For the Kids (fin 2001). Malheureusement, ils ne connaissent pas le succès attendu et le groupe zigzague entre petits concerts et fêtes, mais persiste, malgré le manque d'argent. Travie Mccoy parle alors de choses diverses qui se passent dans les rues de New York, des problèmes divers, etc. Quelques années et tournées plus tard, ils passent au niveau supérieur et se préparent à enregistrer un nouvel EP quand Patrick Stump (Fall Out Boy) entend parler d’eux et de leur titre Taxi Driver (morceau dans lequel ils fabriquent une histoire à partir de noms de groupes de la scène emo), ainsi que de la performance de Travie McCoy qui remporte à cette époque la Direct Effect MC Battle, sponsorisée par MTV. Après une invitation en bonne et due forme ainsi que quelques rencontres, ils signent chez Decaydance, à l’époque tout jeune sous label de Fueled By Ramen dirigé par Pete Wentz, le leader de Fall Out Boy. The Papercut EP est publié le 29 octobre 2004 et, dans la foulée, Disashi Lumumba-Kasongo remplace Milo Bonacci à la guitare. L'EP connaît un succès non négligeable et il donne naissance, le 22 février 2005, à l’album The Papercut Chronicles.
Le succès est enfin au rendez-vous : le disque se hisse rapidement aux sommets des classements de nombreux pays, notamment grâce au single Cupid's Chokehold, reprise arrangée du tube Breakfast in America de Supertramp sur lequel Patrick Stump pose sa voix. Eric Roberts fait son apparition au poste de bassiste aux dépens de Ryan Geise, les tournées s’enchaînent rapidement alors que le buzz s’étend à toute vitesse : le quatuor fait son apparition au Warped Tour, tourne avec les pointures pop punk et repart fissa en studio pour enregistrer As Cruel as School Children.

### Succès
As Cruel as School Children est publié le 25 juillet 2006 et connaît un succès énorme, notamment grâce aux titres The Queen and I, Clothes Off!! et leur nouvelle version de Cupid's Chokehold qui explose dans tous les charts. Les titres Shoot Down the Stars et New Friend Request sont également les titres phares de l'album. Alors que le groupe repart sur le Warped Tour, ils tournent ensuite avec All American Rejects, mais aussi RX Bandits en 2007. Pendant l’été 2007, ils font quelques apparitions en Europe (notamment au Festival de Dour) et assurent la première partie de Gwen Stefani sur sa tournée The Sweet Escape Tour en Océanie, et finissent leur tournée Young Wild Things Tour accompagnés de Fall Out Boy, Plain White T's et Cute Is What We Aim For fin 2007.
The Quilt est l'album qui suit As Cruel as School Children. Il atteint la quatorzième place du Billboard 200.

## Discographie

### Démos
- 1999 : Hed Kandy
- 2000 : Greasy Kid Stuff

### Albums studio
- 2001 : ...For the Kids
- 2005 : The Papercut Chronicles
- 2006 : As Cruel as School Children
- 2008 : The Quilt
- 2011 : The Papercut Chronicles II

### EPs
- 2004 : The Papercut EP
- 2008 : Patches from the Quilt

### Singles
- 2012 : The Fighter (featuring Ryan Tedder)
- 2011 : Ass Back Home (featuring Neon Hitch)
- 2011 : Stereo Hearts (featuring Adam Levine)
- 2009 : Live a Little
- 2008 : Cookie Jar (featuring The-Dream)
- 2007 : Viva La White Girl
- 2007 : Shoot Down the Stars
- 2007 : Clothes Off! (featuring Patrick Stump)
- 2007 : Cupid’s Chokehold/Breakfast in America'' (featuring Patrick Stump)
- 2006 : The Queen And I
- 2005 : Papercuts
- 2005 : Taxi Driver

## Distinctions
| Année | Prix                      | Catégorie               | Résultat   |
| ----- | ------------------------- | ----------------------- | ---------- |
| 2007  | MTV Video Music Awards    | Meilleur groupe         | Nommé      |
| 2007  | MTV Video Music Awards    | Meilleur nouveau groupe | Récompensé |
| 2007  | MTV European Music Awards | Ultimate Urban          | Nommé      |

## Membres
- Travie McCoy – rap, chant
- Matt McGinley – batterie
- Milo Bonacci – guitare, chant (depuis 2004)
- Disashi Lumumba-Kasongo – guitare (en remplacement de Milo Bonacci)
- Ryan Geise – basse (1997–2005)
- Eric Roberts – basse (en remplacement de Ryan Geise)